# Congregação das Filhas do Sagrado Coração de Jesus
A Congregação das Filhas do Sagrado Coração de Jesus é uma congregação religiosa católica, de vida apostólica e comunitária, fundada aos 8 de fevereiro de 1831 por Santa Teresa Verzeri (1801-1852) e Mons. Giuseppe Benaglio (1767-1836) na cidade de Bérgamo, Itália.
É uma congregação religiosa feminina católica que atua nas áreas de Educação, Saúde e Assistência Social. Tem como carisma, viver a caridade do Coração de Jesus, expressando na misericórdia, na acolhida e no serviço-doação.
A Congregação está na Itália, onde está sediada a sua Casa-Geral, em Roma e encontra-se em diversos países como: Albânia, India, Camarões, Costa do Marfim, República Centro-Africana, Brasil (onde está nos seguintes estados: Rio Grande do Sul, Santa Catarina, São Paulo, Minas Gerais, Alagoas, Piauí, Bahia, Pernambuco, Paraíba e Distrito Federal), Bolívia e Argentina.